# Duranguesat

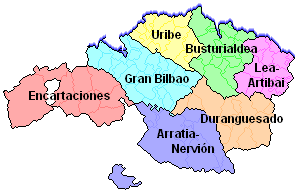
Les set comarques de Biscaia.

El Duranguesat (en basc: Durangaldea) és una comarca de Biscaia (País Basc) a l'extrem sud-oest del territori, limitant amb Guipúscoa i Àlaba i amb la comarca biscaïna de Lea-Artibai.

## Geografia
La comarca està composta pels municipis que antany van configurar l'antiga Merindad de Durango. El formen els municipis d'Abadiño, Atxondo, Berriz, Durango, Elorrio, Ermua, Garai, Iurreta, Izurtza, Mallabia, Mañaria, Otxandio, Zaldibar i Amorebieta-Etxano. Aquest darrer va pertànyer antigament a l'antiga comarca de Merindad de Zornotza.
A cavall entre Bilbao i les valls guipuscoanes de L'Alt i Baix Deba d'una banda, i les terres d'Àlaba per un altre, abasta el territori comprès entre el massís d'Oiz al nord i les faldes del cretàcic calcari del Duranguesat, amb la màxima altura d'Amboto i Otxandiano, ja en la frontera amb Àlaba al sud. Ocupa en total una extensió de 240,13 km². La major part dels pobles que componen la comarca estan situats en un gran vall format pel riu Ibaizabal, que la travessa d'est a oest, quedant fora del mateix els pobles de Mallabia i Ermua en la vall del riu Ego (Baix Deba) i Otxandiano a l'altre costat del port de Urkiola, ja al vessant mediterrani, que deu el seu emplaçament a motius militars.

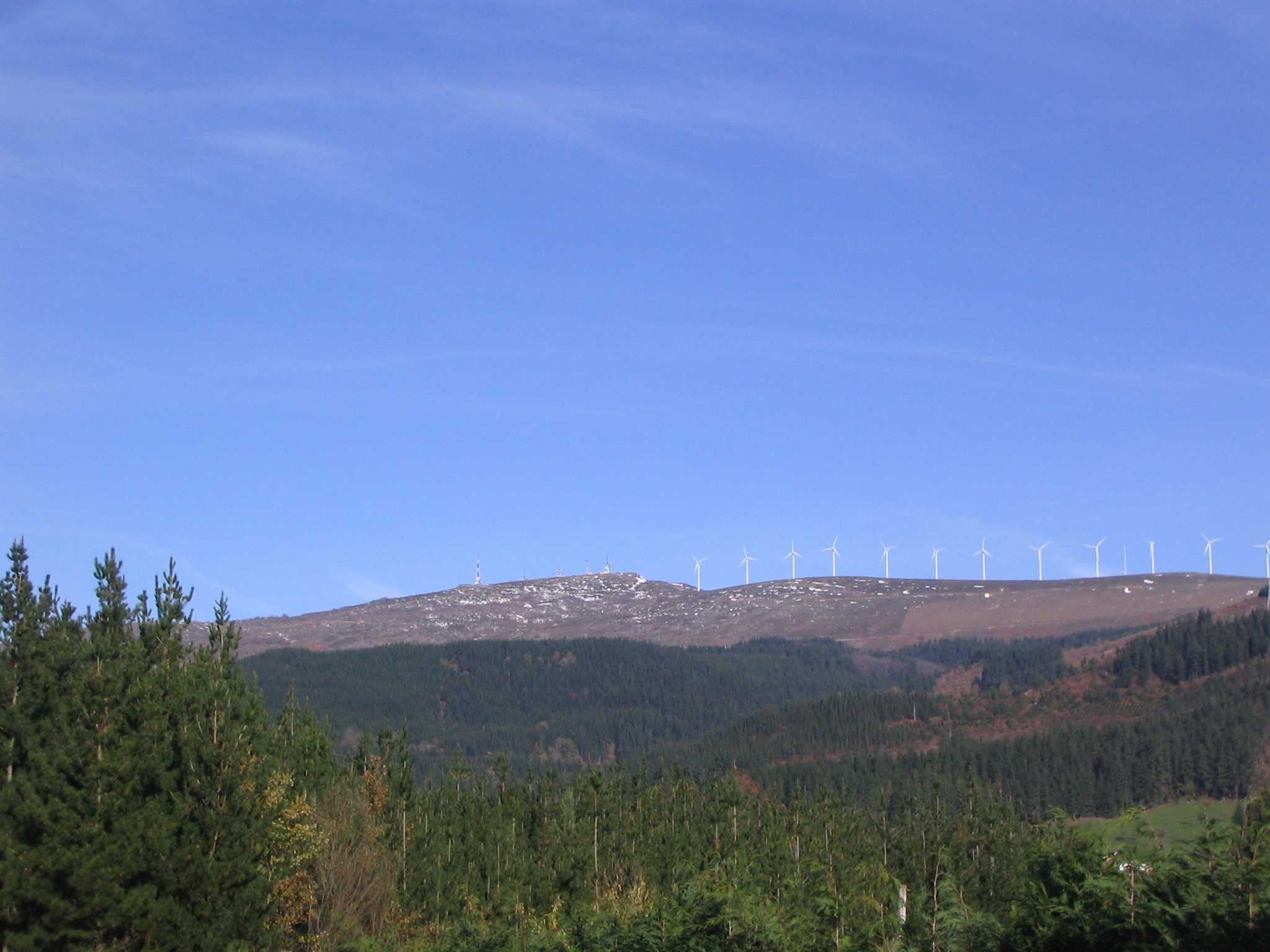
Massís d'Oiz.

L'accés des d'Àlaba és la carretera comarcal BI-623 que, després de depassar Otxandio, s'endinsa a Durangaldea pel port de Urquiola. El principal accés, des del qual parteixen diferents carreteres comarcals i locals a tots els punts de la comarca, és la carretera nacional N-634 que uneix Bilbao i Sant Sebastià i l'autopista AP-8.

### Estructura poblacional

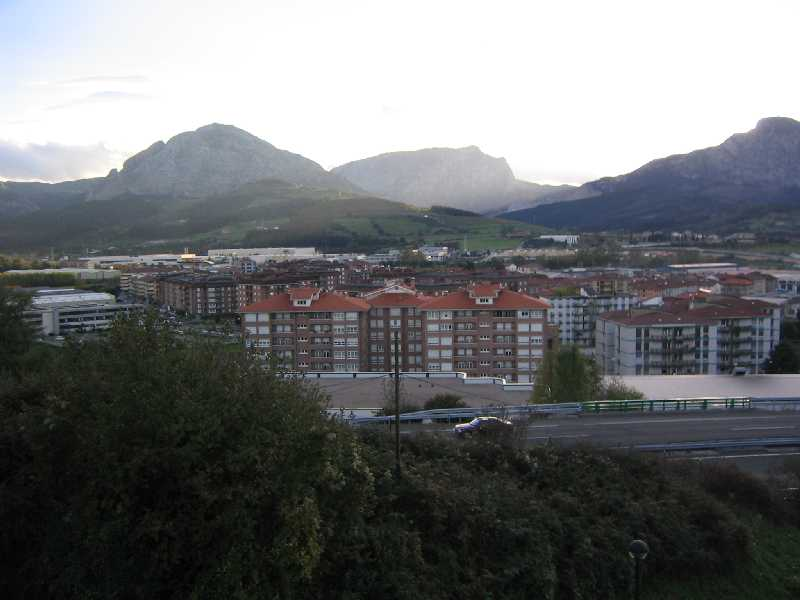
Barri de Matiena, a Abadiño, d'estructura urbana.

L'estructura poblacional tradicional ha estat la rural de caseriu amb la implantació de les anteiglesias. Posteriorment es va crear, amb el naixement de les viles, una estructura urbana. La indústrialització de finals del segle xix i principis del xx van accentuar el caràcter urbà de la vall. El desenvolupament industrial dels anys 60 del segle xx va impulsar el creixement dels nuclis urbans, alguns d'ells, com Ermua i Mallabia, amb marcat caràcter de «ciutat dormitori» de la veïna ciutat d'Eibar que també va contribuir a la formació i consolidació d'uns altres mitjançant l'establiment al Duranguesat d'empreses eibarreses que precisaven ampliacions molt cares de realitzar en l'estreta vall de l'Ego.

### Economia
L'economia del Duranguesat és eminentment industrial, amb un gran component del sector primari.
Sector primariEl sector primari té també gran pes, sobretot en els petits municipis rurals de la comarca. Dintre del sector primari, la ramaderia és especialment important, així com l'explotació fustera (antigament també es produïa carbó vegetal). No s'ha d'oblidar la minera, que en l'actualitat està reduïda a pedreres de pedra calcària i marbre en la faldilla del Mugarra, just en el límit amb el Parc Natural d'Urkiola. La tradició minera de la comarca ha estat, històricament, important, havent-se explotat moltes mines de ferro, plom i coure en els voltants de l'Amboto.
Sector secundariEn la indústria que es va desenvolupar al Duranguesat el món de la fosa ha estat important. També és de destacar la indústria de l'electroerosió, la fabricació d'eines i de components d'automoció. En realitat, la diversificació industrial és molta, ja que hi ha des de foses a electromedicina passant pel petit electrodomèstic i el paper.
Sector terciariEl sector de serveis està desenvolupat principalment en la Vila de Durango. En aquest aspecte pesa la proximitat de Bilbao, a menys de 30 km.

## Història

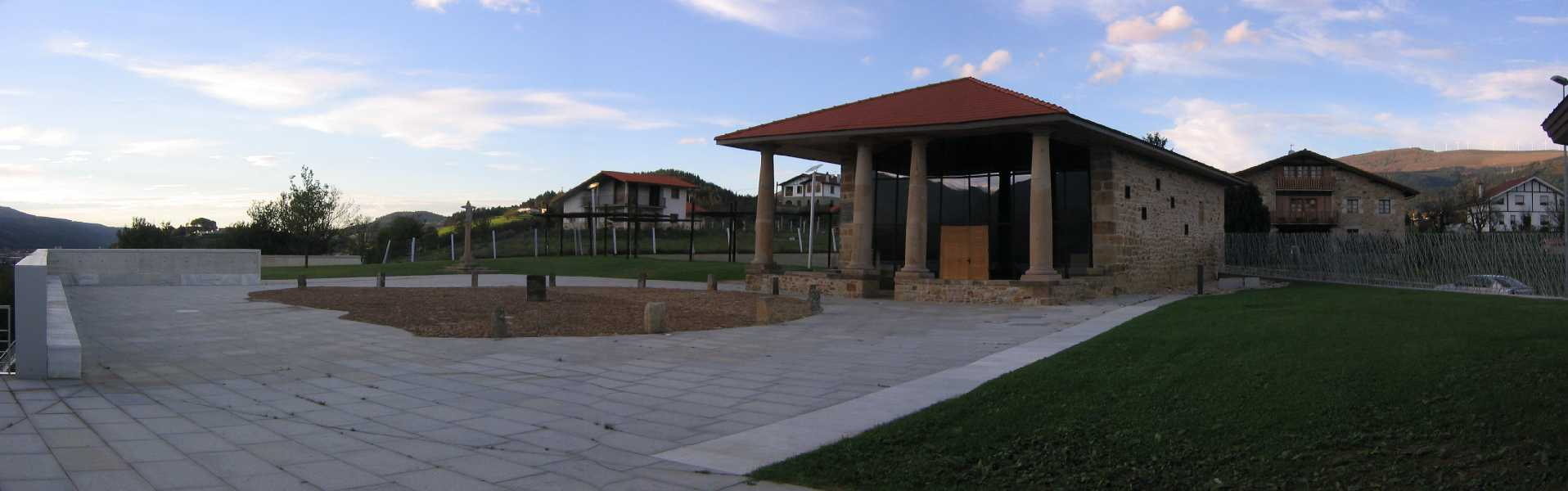
Conjunt Juradero de Guerendiaga, on tenien lloc les reunions de la Merindad de Durango.

L'ocupació humana a la comarca és anterior al Neolític i hi ha nombrosos jaciments arqueològics testificant-ho. El més rellevant és el de la cova de Bolinkoba a Abadiño, que destaca per la seva antiguitat i llarga ocupació humana. També hi ha soterraments prehistòrics, dòlmens, a Oiz i Sabigain. És de destacar l'escultura coneguda com a «ídol de Mikeldi». S'han trobat soterraments precristians i anteriors a l'assentament en la vall de la població; un exemple d'això és la necròpoli trobada a San Juan de Momoitio en Garai, o alguns sepulcres i deixants funeraris de la necròpoli d'Argiñeta a Elorrio. Durant l'edat mitjana la comarca presentava una organització política de Merindad (constituïda per dotze anteiglesias i amb seu a l'ermita juradera de Gerendiaga) dependent del regne de Navarra.
El 1200 passa a les mans del regne de Castella, i en 1212 s'inicia la vinculació amb el senyoriu de Biscaia, en ser lliurada pel rei al senyor de Biscaia com agraïment en l'ajuda prestada per aquest en la batalla de Las Navas de Tolosa. Però no és fins a 1630 quan no es vincula formalment mitjançant escriptura d'unió al senyoriu. La integració del Duranguesat a Biscaia sempre va ser problemàtica. La falta de concessió de vot en les Juntes Generals de Gernika a cada anteiglesia de la comarca va obligar a mantenir les Juntes de la Merindad del Duranguesat fins a 1876. Els senyors de Biscaia van fundar les quatre viles, Ermua, Elorrio, Durango i Otxandio que es regirien per fur propi i no pertanyien a les Juntes de la Merindad.
En la història social és destacable els brots herètics i bruixerils que s'han donat en aquestes terres. Va ser important el conegut com «heretges de Durango», que practicaven la comuna de béns i dones. La bruixeria es va mantenir com pervivència de les creences precristianes, que amb més o menys aparença pública es mantenen vives per aquestes terres, on la tradició mitològica basca assenta la més important dels estatges de Mari, la Dama d'Amboto, la deessa per excel·lència de l'Olimp basc.